# Беортрік (король Вессексу)
Беортрік (давн-англ. Beorhtric, Berhtric, Breohtric, Breorhtric, Brihtric, Byrhtric; ? — 802) — король Вессексу в 786—802 роках.

## Життєпис
Походив з роду військовиків Вессексу. Про батьків та дату народження нічого невідомо. У 786 році після загибелі короля Кіневульфа за підтримки Оффи, короля Мерсії, став новим королем Вессексу. Беортрік відразу визнав зверхність Оффи.
У 787 році брав участь у церковному синоді в Челсі. Для зміцнення спілки з Мерсією Беортрік у 789 році одружився з донькою короля Мерсії. Натомість Беортрік передав Оффі усі спірні області на прикордонні між Мерсією та Вессексом. Також Беортрік погодився на використання мерсійської монети, відмовившись від карбування власної. Того ж року вікінги вперше напали на Вессекс, сплюндрувавши узбережжя Дорсету.
У 796 році після смерті Оффи став більш самостійним. Став карбувати власну монету, заснувавши власний монетний двір у Вінчестері або Гамвічі. Проте зверхність Мерсії над Вессексом залишалася. Завдяки дружнім стосункам з Еґфрітом Мерсійським зумів повернути область навколо Малмсбері. Того ж року визнав своїм спадкоємцем сина короля Кенту Егберт, що по материнській лінії належав Вессекській династії. Після смерті Еґфріта повністю скинув залежність від Мерсії. У 797 році повернув собі Сомерсет. Також став випускати власні срібні монети (пенеги).
У 799 році Кенвульф, король Мерсії, рушив проти Вессексу, змусивши Беортріка знову визнати повну залежність від мерсійського короля. Після цього продовжував виконувати васальні обов'язки по відношенню до Кенвульфа. Можливо після цього вигнав спадкоємця Егберта з королівства.
У 802 році Беортрік помер, можливо від отруєння. Хроністи підозрювали в цьому його дружину. Проте значна частина дослідників вважає, що Беортрік загинув у битві проти Егберта, що повернувся з Франкського королівства або Кенту. Владу успадкував Еберт Кентський.

## Родина
Дружина — Едбурга, донька Оффи, короля Мерсії.